# Tibetische China-Expedition 754
Im Jahr 754 entsandte der tibetische König Thride Tsugten (704–755) eine Gruppe von fünf Personen auf eine Reise nach buddhistischen Schriften an den Hof des Kaisers Xuanzong der Tang-Dynastie nach Chang’an, der größten Stadt der damaligen Welt. 
Ihr Leiter war Sangshi, der Sohn des Badewu, eines ehemaligen hohen Beamten am Tang-Hof, der als Begleiter der Prinzessin Jincheng nach Tibet gekommen sein soll. 
Der Tang-Kaiser schenkte ihnen tausend Bände an Schriften in goldener Schrift auf blauem Papier. 
Dann statteten sie dem Mönch Nima einen Besuch ab, der in der Nähe des Wutai in Shanxi lebte, um ihn um Schriften zu bitten. Der Mönch gab ihnen die drei Schriften Shishan fajing, Nengduan jingang bore boluomiduo jing und Foshuo daogan jing und sagte, wenn sie diese Schriften in dieser Reihenfolge dem König geben würden, würde der König am Buddhismus festhalten. 
Noch während der Rückreise Sangshis nach Tibet mit all den Schriften fiel jedoch Thride Tsugten vom Pferd und starb in Gyama Thrikhang (Rgya-ma-khri-khang).
Weil sich der junge Nachfolger nicht gegen die antibuddhistischen Kräfte durchsetzen konnte, mussten sie die Schriften aus China in Felshöhlen des Samye Chimphu verstecken und die mitgebrachten chinesischen Mönche wieder nach China zurückschicken.

### Nachschlagewerke
- Zangzu da cidian. Lanzhou 2003  (Sangxi)